# Dendrocerus omostenus
Dendrocerus omostenus är en stekelart som beskrevs av Paul Dessart 1979. Dendrocerus omostenus ingår i släktet Dendrocerus och familjen trefåresteklar. Inga underarter finns listade i Catalogue of Life.